# Западная Трипура
Западная Трипура (англ. West Tripura) — округ в индийском штате Трипура. Образован 1 сентября 1970 года в результате разделения территории штата Трипура на три округа. Административный центр — город Агартала. Площадь округа — 2997 км². По данным всеиндийской переписи 2001 года население округа составляло 1 530 531 человек. Уровень грамотности взрослого населения составлял 77,3 %, что значительно выше среднеиндийского уровня (59,5 %). Доля городского населения составляла 26,7 %.